# Brewster F2A Buffalo
Брю́стер F2А «Бу́ффало» (англ. Brewster F2А Buffalo - Баффало) — палубный истребитель ВМС США.

## Разработка
В 1935 году ВМФ США подготовил новые требования к палубному истребителю, который должен был в будущем заменить принятый в это время на вооружение истребитель Грумман F3F-1. 15 ноября Бюро Аэронавтики ВМФ США отобрало для дальнейшего развития три проекта. Первый проект фирмы «Грумман» представлял собой биплан на базе F3F, а фирмы «Брюстер» и «Северски» предложили классические свободнонесущие монопланы, представлявшие в то время новое слово в палубной авиации. Наиболее перспективным оказалось предложение фирмы «Брюстер». Проект «Груммана» отличался консервативностью, а «Северски» предлагал палубную модификацию своего армейского истребителя Р-35. С самого начала предпочтение отдавалось проекту фирмы «Брюстер».
Конструкция Дейтона Брауна получила обозначение XF2A-1. Бюро Аэронавтики присвоило машине серийный номер 0451. На фирме самолет был известен как «проект 3». Самолет представлял собой одномоторный одноместный среднеплан с закрытой кабиной и убирающимся шасси. Самолёт мог оснащаться двигателями Wright XR-1670-02 или Pratt and Whitney XR-1535-92, находившимися в то время на стадии прототипа. При создании самолета широко использовались наработки, созданные в рамках проекта XSBA-1. В лобовое стекло фонаря встроили телескопический прицел. Вооружение состояло из двух пулеметов: одного калибра 7,62 мм и второго калибра 12,7 мм. Пулеметы устанавливались в верхней передней части фюзеляжа и стреляли через диск винта с помощью синхронизатора. Порты пулеметов находились на верхней лобовой части кольца капота. Предусматривалась возможность установки в крыльях по одному 12,7-мм пулемету, стреляющих вне пределов диска винта.
К сборке прототипа приступили в марте 1936 года еще до официального подписания контракта, которое произошло 27 июля того же года. Было решено заменить двигатель более мощным Wright R-1820-22 «Циклон».
Прототип облетал 2 декабря 1937 года заводской летчик-испытатель Мел Гаф. Уже 13 января 1938 года прототип передали военным для дальнейших испытаний. Первые официальные испытания вызвали разочарование. Прототип не развил оговоренных в контракте 256 узлов (475 км/ч). Двигатель развивал только 862 л.с. у земли и 760 л.с. на высоте 4633 м. Максимальная скорость самолета составила только 241 узел (447 км/ч), а скороподъемность у земли 838 м/мин. Практический потолок самолета составлял всего 9418 м. По требованию военных переработали конструкцию фонаря кабины, сделав его выше. При этом фонарь приобрел свою характерную форму. В это время в эксплуатацию ввели большую аэродинамическую трубу в Лэнгли-Филд, способную вместить самолет размером с XF2A-1. Было решено, что именно этот самолет станет первым, подвергнутым испытаниям. 21 апреля машину передали в Лэнгли-Филд, где она прошла всесторонние испытания, увенчавшиеся рядом рекомендаций. Эти рекомендации учли при доработке, после чего самолет передали на новую серию испытаний. Результаты оказались ошеломляющими. Максимальная скорость возросла до 264 узлов (489 км/ч) на высоте 4877 м, а скороподъемность у земли достигла 933 м/мин. Дальность полета экономической скоростью достигла 1762 км при запасе топлива 160 галлонов США (606 л).
В результате 11 июня 1938 года прототип был принят, последовал заказ на серию из 54 машин. Заказанные самолеты получили обозначение F2A-1. Фирма присвоила им новое внутреннее обозначение: «проект 5». Бюро Аэронавтики выделило для самолетов серии диапазон номеров 1386–1439. Антенную стойку перенесли с левого на правый борт, посадочный прожектор перенесли с капота двигателя на нижнюю поверхность левого крыла, законцовкам крыла придали другую форму. Окно в днище фюзеляжа сделали больше, вместе с тем разбив его большим числом переплетов.

## Снятие с вооружения
В январе 1941 года американский флот заключил последний контракт на 108 машин F2A-3. Вскоре военные решили прекратить сотрудничество с фирмой, хотя там продолжали развивать конструкцию истребителя, в частности создав проект самолета с пушечным вооружением. Хотя официальной причиной отказа от сотрудничества значились многочисленные технические недостатки самолета (негерметичность баков в крыльях, недостаточная прочность шасси), действительной причиной разрыва стала недобросовестность фирмы, а также отсутствие у нее перспектив развития, связанное с невозможностью организовать эффективную сборочную линию. Фирма «Брюстер» была перегружена заказами, и продолжала набирать новые, хотя не могла выполнить уже имеющиеся. В результате имидж фирмы оказался значительно подпорчен, претензии к ней приняли характер судебных исков.
Свертывание производства самолета означало конец его боевой службы. Без возможности пополнения истребитель не имел никаких шансов удержаться в боевых частях. Этот шаг оказался на руку главному конкуренту — истребителю F4F «Уайлдкэт», который на несколько лет стал основным палубным истребителем американского флота, а также истребителем корпуса морской пехоты США до появления следующего поколения истребителей — F6F «Хеллкет» и F4U «Корсар».
Снятые с линии самолеты F2A-2 и F2A-3 еще сохраняли значительный ресурс, поэтому их передали в летные школы. Там их использовали в качестве переходных самолетов между учебными бипланами и боевыми монопланами. В основном самолеты были собраны на базе в Майами. Во второй половине 1943 года в строю оставался единственный F2A-2, который использовали в качестве летающего стенда для испытаний различного оборудования. В этой роли самолет применялся до июня 1945 года. Пилоты из VMF-221 и VMF-211 расстались с самолетами без сожаления, видя в них главную причину высоких потерь, понесенных в ходе сражения при атолле Мидуэй.

## История применения

### Финляндия
Спроектированный как палубный истребитель, основную славу он снискал в сухопутном варианте на службе у Финских ВВС.
Партия из 44 истребителей американского производства Brewster (экспортная версия имела заводской индекс B-239) была закуплена Финляндией во время Зимней войны, однако до её окончания лишь шесть из них успели принять в ней участие. Основная часть самолётов поступила на вооружение уже после заключения перемирия. Buffalo находились на вооружении финских ВВС в годы Советско-финской войны (1941—1944), или как её называли в Финляндии, «Войне-продолжении».
Самолёт признан лучшим финским истребителем Второй мировой войны и занесён в книгу рекордов Гиннесса сразу по двум позициям:
- за все время войны на истребителях Brewster было сбито 477 (что вызывает большие сомнения) вражеских самолётов (то есть в среднем почти 11 побед на каждый Брюстер);
- на одном-единственном истребителе с бортовым номером BW-393 был сбит за время войны 41 самолёт противника.

Именно на истребителях Брюстер сражались прославленные финские асы И. Юутилайнен (94 победы в 437 воздушных боях) и Ганс Хенрик Винд (75 побед в 302 воздушных боях).
Экспортная модель была лишена посадочного крюка и спасательной лодки (располагавшейся за заголовником), а нижнее остекление кабины за ненадобностью заменили алюминиевой панелью. Установили также пневматическое хвостовое колесо вместо цельнолитого резинового. Двигатель Wright Cyclone XR-1820-G1 (850 л. с.) заменили на более мощный R-1820-G5 (950 л. с.).
Кроме того, на них были установлены автоматические радиокомпасы, 12,7-мм американские пулемёты были заменены на немецкие калибра 13,2 мм, телескопические прицелы заменены на коллиматорные гиростабилизированные Revi C12.
В 1941 году, из-за разрыва торговых отношений Финляндии с США прекратились поставки запчастей к Буффало. Было решено попробовать силами государственного авиационного завода создать свою версию Брюстеров, отличавшихся от прототипа деревянным крылом и трофейным советским двигателем М-63. 8 августа 1944 года совершил свой первый полёт истребитель, получивший имя «Хуму». Из-за неудовлетворительных лётных характеристик и слабого вооружения по меркам 1944 года и в связи с поставками из Германии современных Мессершмитов Bf.109G самолёт был признан бесперспективным, и работы по нему были прекращены. В настоящее время «Хуму» находится в экспозиции Музея авиации Финляндии в Тиккакоски.

### Великобритания
Поставлялся в королевские ВВС Великобритании (RAF), где имел наименование Buffalo Mk.I. Британцы заключили контракт на поставку 170 истребителей. Эти машины представляли собой модификацию F2A-2 со снятым морским оснащением, и оснащенную экспортным вариантом двигателя «Райт». Винт «Кертисс Электрик» с накладками заменили винтом «Гамильтон Стандарт» диаметром 3073 мм. Самолет оснастили английским коллиматорным прицелом Mk III, вторым посадочным прожектором, бронированным заголовником и бронированным лобовым стеклом толщиной 38,1 мм. Самолет также оснастили хвостовым колесом большего диаметра, лучше подходящим для грунтовых взлетно-посадочных полос. В результате масса самолета выросла на 408 кг, несмотря на демонтаж палубного оборудования. Это повлекло падение максимальной скорости до 531 км/ч и скороподъемности у земли до 914 м/мин. Увеличилась и удельная нагрузка на крыло, что привело к ухудшению маневренности и росту посадочной скорости.

### Нидерланды
Самолёт поставлялся также в Голландию под названием B-339D. Голландские самолеты также создавались на базе F2A-2. Они отличались от предыдущей серии несколько упрощённым бортовым оборудованием, неубираемым хвостовым колесом с литым резиновым роликом и телескопическим прицелом вместо коллиматорного. Первые 24 машины оснастили б/у двигателями «Райт R-1820 G105», доставленных самими голландцами и прошедшими капитальный ремонт. Эта первая партия самолетов обозначалась как «модель 339-18» (модель 339 С). Следующая партия из 48 машин получила более мощные и новые, двигатели «Райт R-1820 G205». Эти самолеты и получили стандартное обозначение «модель 339-16» («модель 339D»). Вооружение голландских истребителей состояло из двух 7,7-мм (.303) пулеметов «Кольт-Браунинг MG 40» под капотом и двух 12,7-мм пулеметов «Кольт-Браунинг М2» в крыльях.

### Австралия
В начале 1941 года голландцы заключили новый контракт на поставку еще 20 истребителей для Голландской Ист-Индии. Поставки этих самолетов начались в январе, а закончились в марте 1942 года. Из документов следует, что самолеты собирались в большой спешке и не были полностью укомплектованы. Тем не менее, время поджимало. 20 новых самолетов «Модель 339-23» и один «Модель 339D» (В3-119), находившийся в ремонте, погрузили на четыре транспорта и отправили на Яву. Тем временем голландцы капитулировали и весь груз доставили в Австралию. Транспорты прибыли в Австралию с 9 марта по 3 апреля 1942 года. По мере поступления запчастей самолеты собирались. Их временно придали 5-й воздушной армии США, дислоцированной на территории Австралии. Но вскоре американцы отказались от этих истребителей, передав 17 машин австралийцам. Им присвоили австралийские номера А51-1…А51-17. Шесть из них передали в 1-й отряд фоторазведки, а девять оказалось в 25-й эскадрилье, базировавшейся в Перте. В период между августом 1942 года и январем 1943 года «Баффало» применялись для обороны западной части Австралии. Австралийцы подвергли самолеты переделке. В частности, они сняли пулеметы с крыльев, стремясь облегчить машины. Еще два «Баффало» нашлись на свалке. Их отремонтировали и превратили в учебные машины. После службы в составе 24-й эскадрильи, самолеты перевели в 85-ю эскадрилью, а затем вернули 5-му воздушному флоту США. Ни один из этих самолетов в боях не участвовал. В течение 1944 года их постепенно отправляли на слом.

## Модификации

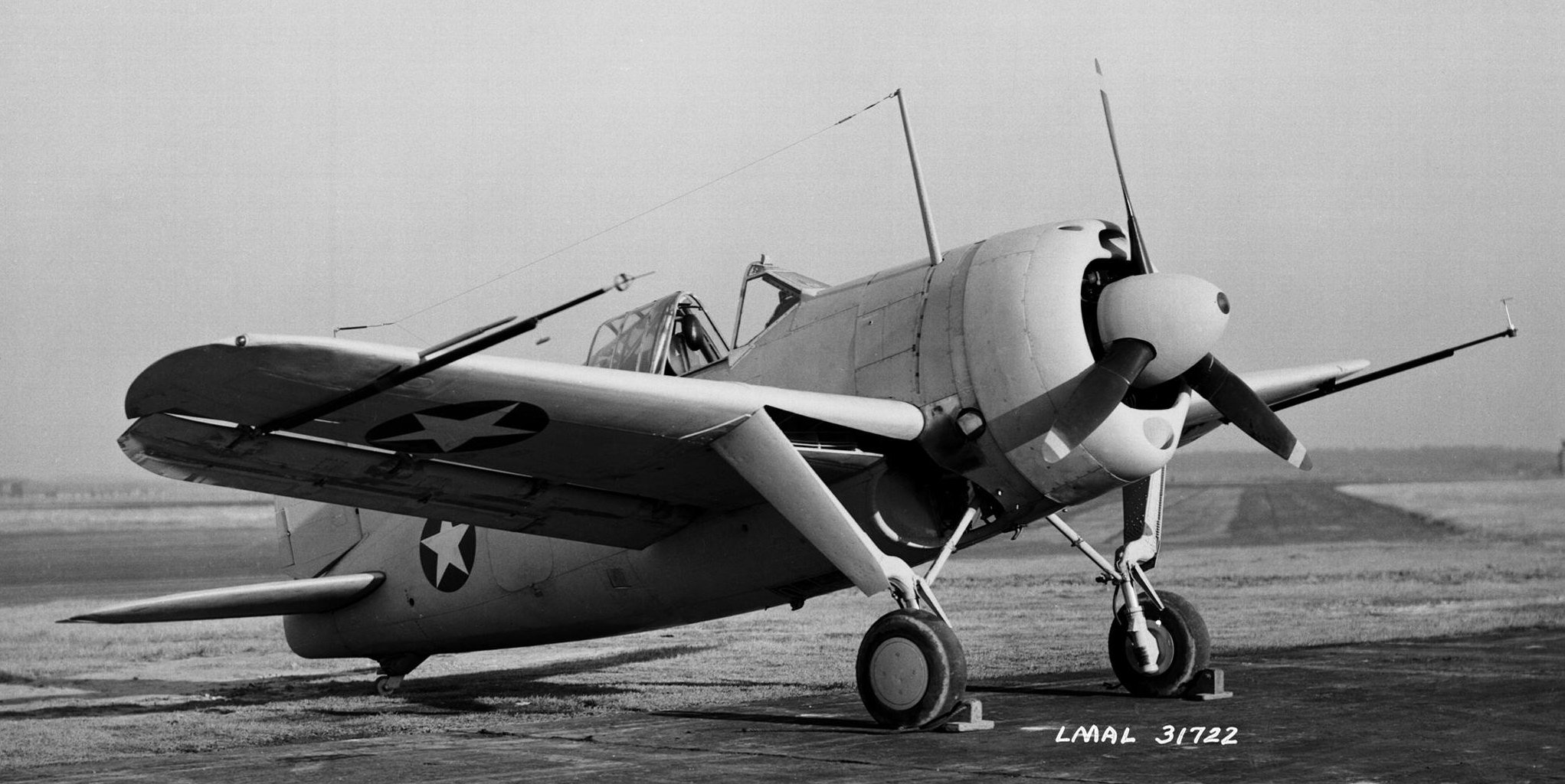
Brewster Buffalo F2A-2

XF2A-1Прототип
F2A-1Двигатель Wright R-1820-34 Cyclone, 2 синхронных пулемёта над капотом и возможность установки двух пулемётов в крыльях. Для авиации ВМС США построено 11 экземпляров.
F2A-2Для авиации ВМС и КМП США построено 43 экземпляра. Двигатель Wright R-1820-40 стартовой мощностью 1217 л. с. Новый двигатель был на 159 кг тяжелее, поэтому для сохранения центровки длину фюзеляжа пришлось сократить на 127 мм. Диаметр капота незначительно увеличился, маска капота обеспечивала лучшее распределение воздушных потоков через двигатель. Самолет получил винт «Curtiss Electric» с накладками на лопастях, что также улучшило охлаждение двигателя. Выхлопные трубы вывели в нижней части капота, так что они немного выступали из-за кольца. Окно в днище фюзеляжа получило несколько иную форму, что улучшило обзор вниз. Наиболее заметной отличительной чертой F2A-2 были вентиляционные отверстия у передней кромки крыла, заменившие собой отверстия, расположенные у хвостового оперения самолета F2A-1. Вооружение самолета состояло из четырех 12,7-мм пулеметов «Кольт-Браунинг М2»: по два под капотом и в крыльях. Самолет также оснастили двумя бомбодержателями для 100-фунтовых (45,4-кг) бомб. Бомбодержатели разместили под крыльями сразу за шарниром стойки шасси. Модернизированный таким образом самолет развил скорость 554 км/ч на высоте 5030 м.
F2A-3Улучшенный F2A-2 для авиации ВМС США; увеличенный бак, улучшенное бронирование, подкрыльевые крепления для двух бомб по 45 кг (100 фунтов). Построено 108 экземпляров.: Носовую часть фюзеляжа удлинили на 254 мм. Запас топлива увеличили до 909 л, разместив дополнительные бензобаки в передних кромках крыльев. Центр тяжести самолета сместился вперед. В конструкцию самолета внесли и ряд других изменений: увеличили боекомплект, защитив его броней, изменили конструкцию фонаря кабины, убрав толстые переплеты, склеивая пластины плексигласа непосредственно между собой. В задней части фонаря выкроили небольшой отсек для хранения аварийного запаса продовольствия. Дополнительно огневую мощь самолета предполагалось усилить, заменив 12,7-мм пулеметы в крыльях 20-мм пушками «Испано-Сюиза». Подготовили даже 9 комплектов крыльев, приспособленных к установке пушек, но известно только об одном самолете с такими крыльями, проходившем испытания в Норфолке. Но дальнейшее финансирование программы развития самолета было свернуто. Первоначально самолет оснащался массивным коком винта как на F2A-2, но в дальнейшем от кока отказались, пытаясь хоть немного скомпенсировать неправильную центровку истребителя. Стоявший на самолете двигатель «Райт R-1820-40» был на 90 кг тяжелее двигателя, стоявшего на F2A-1. В целом масса самолета выросла до 2957 кг, то есть на 635 кг больше массы F2A-1. Все это отразилось на характеристиках самолета. Скорость упала меньше 516 км/ч, скороподъемность — меньше 1000 м/мин, а практический потолок стал меньше 10000 м.
XF2A-4Один самолёт, переделанный из F2A-3
B-239Экспортная модификация F2A-1 для Финляндии (двигатель Wright R-1820-G5 Cyclone и 4 пулемёта), построено 44
B-339BЭкспортная модификация для Бельгии, построено 40 (в Бельгию поставлено лишь 2, остальные достались ВВС Флота Великобритании (Fleet Air Arm)
B-339CЭкспортная модификация для Голландской Ост-Индии, двигатель Wright GR-1820-G105 Cyclone; построено 24
B-339DЭкспортная модификация для Голландской Ост-Индии, двигатель Wright R-1820-40 Cyclone (1200 л.с. / 890 кВт); 48 построено (в Ост-Индию поставлено 47)
B-339EBuffalo Mk I — экспортная модификацияe F2A-2 для британских Королевских ВВС, двигатель Wright GR-1820-G105 Cyclone; построено 170 (также использовались в ВВС Австралии и Новой Зеландии)
B-339-23 или B-439Экспортная модификация F2A-3 для Голландской Ост-Индии, двигатель Wright GR-1820-G205A (1200 л.с. / 890 кВт); построено 20 (17 позже переданы в ВВС Австралии, некоторые использовались в ВВС Армии США).

## Серийное производство
Количество самолётов Brewster F2A, принятых ВМС США:
| Модификация                        | 1938/1939 | 1940 | 1941 | 1942 | Всего: |
| ---------------------------------- | --------- | ---- | ---- | ---- | ------ |
| XF2A-1                             | 1         |      |      |      | 1      |
| F2A-1                              | 11        |      |      |      | 11     |
| F2A-2                              |           | 43   |      |      | 43     |
| F2A-3                              |           |      | 108  |      | 108    |
| B-239 для Финляндии                | 6         | 38   |      |      | 44     |
| B-339B для Бельгии                 |           | 40   |      |      | 40     |
| B-339C/D для Голландской Ост-Индии |           | 39   | 33   |      | 72     |
| Buffalo Mk. I                      |           |      | 170  |      | 170    |
| B-339-23 для Голландской Ост-Индии |           |      |      | 20   | 20     |
| Итого:                             | 18        | 160  | 311  | 20   | 509    |

## Сохранившиеся образцы

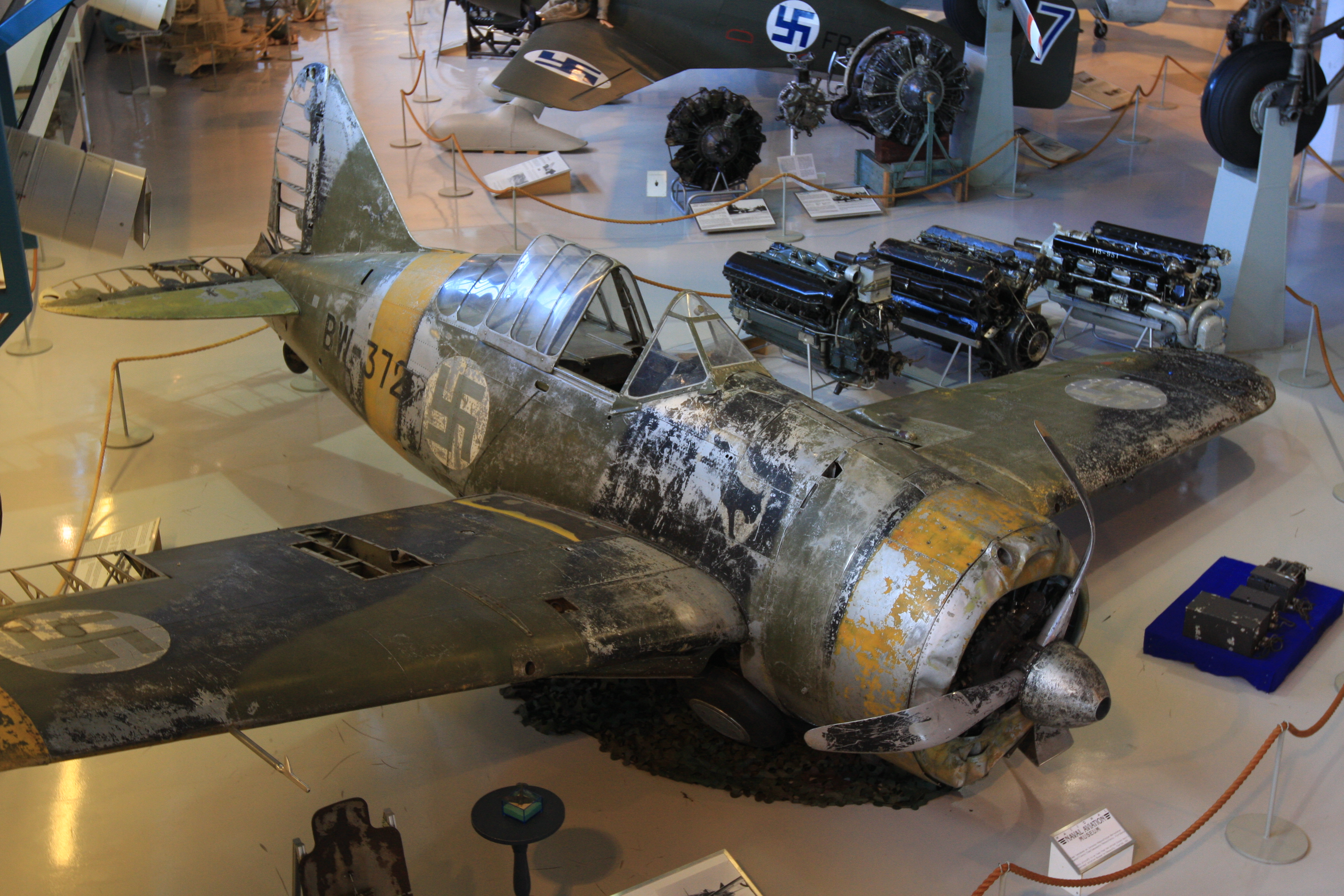
Brewster B-239 аса Лаури Пекари с бортовым номером BW-372 в Музее авиации Финляндии

В августе 1998 года в 50 километрах от города Сегежа, в озере Большое Калеярви был обнаружен финский истребитель времён Второй Мировой войны Brewster 239 Buffalo с бортовым номером BW-372 лейтенанта Лаури Пекури, сбитый 25.06.1942 года. До этого момента считалось, что в мире не сохранилось ни одного самолёта этой марки. Самолёт был продан частному коллекционеру и вывезен в США. Самолёт многократно перепродавался (реставрация при этом не проводилась) и в конце концов[когда?] оказался в Финляндии, где и находится в настоящий момент.

## Тактико-технические характеристики

Схема варианта F2A-1.

Приведённые ниже характеристики соответствуют модификации F2A-1:

### Технические характеристики
- Экипаж: 1 человек
- Длина: 7,90 м
- Размах крыла: 10,7 м
- Высота: 3,6 м
- Площадь крыла: 19,4 м²
- Масса пустого: 1717 кг
- Масса снаряжённого: 2286 кг
- Двигатели: 1× радиальный Wright Cyclone 9 R-1820-34
- Мощность: 1×950 л. с. (708 кВт)

### Лётные характеристики
- Максимальная скорость: 485 км/ч на высоте 5500 м
- Крейсерская скорость: 258 км/ч
- Практическая дальность: 1600 км
- Практический потолок: 10 100 м
- Скороподъёмность: 13 м/с

### Вооружение
- Пулемётное:
  - 1×12,7 мм синхронный пулемёт
  - 1×7,62 мм синхронный пулемёт
  - 2×12,7 мм крыльевых пулемёта